# 杨廷双
楊廷雙（1965年1月29日—），男，漢族，黑龍江省賓縣人，中华人民共和国政治人物，畢業於東北林業大學經濟管理學院林業經濟管理專業，研究生管理學博士學歷。1987年8月參加工作，1985年6月加入中國共產黨。

## 生平
杨廷双自大學畢業後曾在東北林業大學工作，後來進入黑龍江省人民政府。2003年10月，任黑龍江省科學技術廳副廳長、黨組成員。2013年12月，升任黑龍江省科學技術廳廳長、黨組書記。2018年2月，轉任七台河市委書記。2020年5月，獲選為牡丹江市委書記。
2023年1月，当选为黑龙江省人大常委会副主任、秘书长；同年3月，不再兼任中共牡丹江市委书记。2023年12月，不再兼任黑龙江省人大常委会秘书长。